# Bob Goodlatte

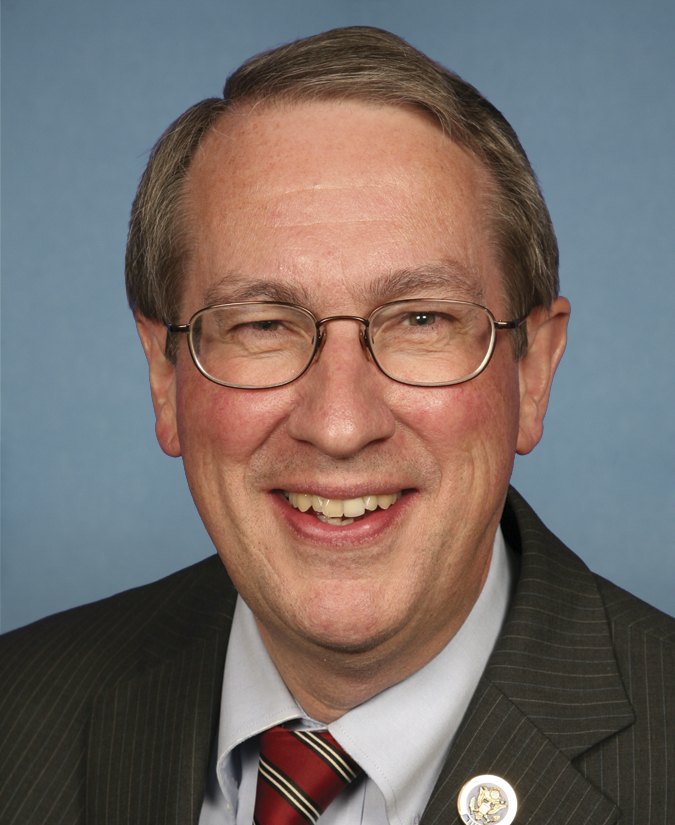
Bob Goodlatte

Robert William „Bob“ Goodlatte (* 22. September 1952 in Holyoke, Hampden County, Massachusetts) ist ein US-amerikanischer Politiker der Republikanischen Partei. Von 1993 bis 2019 vertrat er das Zentrum des Bundesstaats Virginia im US-Repräsentantenhaus.

## Werdegang
Bob Goodlatte besuchte bis 1974 das Bates College in Lewiston, Maine. Nach einem anschließenden Jurastudium an der Washington and Lee University in Lexington und seiner 1977 erfolgten Zulassung als Rechtsanwalt begann er in diesem Beruf zu arbeiten. Zwischen 1977 und 1979 gehörte er zum Stab des Kongressabgeordneten M. Caldwell Butler.
Bei der Wahl 1992 wurde Goodlatte im sechsten Kongresswahlbezirk Virginias in das US-Repräsentantenhaus in Washington, D.C. gewählt, wo er am 3. Januar 1993 die Nachfolge von Jim Olin antrat. Er war Mitglied im Landwirtschafts- und im Justizausschuss sowie in vier Unterausschüssen. Von 2003 bis 2007 leitete er den Landwirtschaftsausschuss, von 2013 bis 2019 den Justizausschuss. Goodlatte war auch Mitglied von 15 Caucuses, zudem zeitweilig des konservativen Republican Study Committee. Im Jahr 2009 gehörte er zu den Abgeordneten, die mit der Durchführung eines Amtsenthebungsverfahrens gegen Bundesrichter Samuel B. Kent beauftragt waren.
Goodlatte wurde bei allen Wahlen, einschließlich 2016, bestätigt. Bei der Wahl 2018 trat er nicht wieder an und schied zum 3. Januar 2019 aus dem Kongress aus. Ihm folgte sein Parteifreund Ben Cline nach.